# Руељо
Руељо (итал. Rueglio) је насеље у Италији у округу Торино, региону Пијемонт.
Према процени из 2011. у насељу је живело 557 становника. Насеље се налази на надморској висини од 670 м.

## Становништво
Према резултатима пописа становништва 2011. у општини је живело 773 становника.
| 1931. | 1936. | 1951. | 1961. | 1971. | 1981. | 1991. | 2001. | 2011. |
| ----- | ----- | ----- | ----- | ----- | ----- | ----- | ----- | ----- |
| 1.925 | 1.255 | 1.125 | 1.070 | 1.042 | 929   | 791   | 779   | 773   |